# Sophie Hiet
Sophie Hiet est une scénariste française, née le 26 juillet 1976 à Reims en Marne.

## Biographie
Née le 26 juillet 1976 à Reims, Sophie Hiet étudie à La Fémis à Paris.

## Filmographie

### Cinéma

#### Longs métrages
- 2005 : Trouble de Harry Cleven
- 2006 : Toi et moi de Julie Lopes-Curval
- 2009 : Mères et Filles de Julie Lopes-Curval
- 2014 : Le Beau Monde de Julie Lopes-Curval

#### Courts métrages
- 2007 : L'Emploi vide d'Antarès Bassis (moyen-métrage)
- 2010 : Porteur d'hommes d'Antarès Bassis (moyen-métrage)

### Télévision

#### Téléfilms
- 2015 : L'Annonce de Julie Lopes-Curval

#### Séries télévisées
- 2006-2010 : Plus belle la vie de Hubert Besson (123 épisodes)
- 2011 : Bienvenue aux Edelweiss de Stéphane Kappes (Épisode 2 : Panique aux Edelweiss)
- 2011 : Les Revenants de Fabrice Gobert
- 2011 : Un week-end sur trois[2]
- 2012 : Les Cœurs volants[2]
- 2015 : Belle Époque[2]
- 2015 : Mes chers parents[2]
- 2015 : Jeux d'influence  de Jean-Xavier de l'Estrade[2]
- 2015 : Confection intime[2]
- 2016 : Trepalium
- 2017 : Juste un regard (Épisode 3)